# Autranella
Autranella es un género con tres especies de plantas de la familia de las sapotáceas.

## Especies seleccionadas
- Autranella boonei
- Autranella congolensis
- Autranella letestui

- Datos: Q1936537
- Multimedia: Autranella congolensis / Q1936537
- Especies: Autranella